# Heiße Luft
Heiße Luft ist ein 2020 veröffentlichter, rund siebenminütiger, deutscher Kurzfilm unter der Regie von Mirko Muhshoff, der von Tante Dora Film des Hauptdarstellers Nikolai Will produziert wurde.

## Handlung
Der berüchtigte Bankräuber Magnus wird innerhalb eines Interviews über seine längst vergangenen Überfälle ausgefragt, obwohl er viel lieber über sein gemeinnütziges Engagement sprechen möchte. Auf der Toilette des Studios gelangt Magnus allerdings wegen der Betätigung des Handtrockners in eine Parallelwelt. Darin ist er ein Held, der zu seinen couragierten Taten befragt wird. Dabei scheint sein Leben mit jeder weiteren Benutzung des Geräts ausgefallener zu werden. Doch die Vorgehensweise des Trockners ist unvorhersehbar und Magnus Heldenreise droht schon bald zu verpuffen.

## Veröffentlichung
Am 13. Februar 2020 wurde der Kurzfilm bei Vimeo von Regisseur Mirko Muhshoff hochgeladen.
Im Fernsehen wurde der Kurzfilm innerhalb der MDR Shorts, einer Kurzfilminitiative des Senders am 20. Juli 2020 im Nachtprogramm neben neun weiteren Kurzfilmen erstausgestrahlt.